# Emma Ermawati
Emma Ermawati (* 6. Oktober 1976) ist eine ehemalige indonesische Badmintonspielerin.

## Karriere
Emma Ermawati siegte 1997 bei den Deutschen Internationalen Juniorenmeisterschaften im Doppel mit Indarti Issolina. 1997 gewann sie die Indian Open 2001 die Malaysia Open. Ein Jahr zuvor war sie bereits Zweite bei den Asienmeisterschaften im Mixed geworden. 2001 und 2002 erkämpfte sie sich beim Kontinentalwettbewerb jeweils Bronze.

## Erfolge
| Saison    | Veranstaltung              | Disziplin   | Platz | Name                              |
| --------- | -------------------------- | ----------- | ----- | --------------------------------- |
| 1993      | German Juniors             | Damendoppel | 1     | Indarti Issolina / Emma Ermawati  |
| 1993      | Dutch Juniors              | Damendoppel | 1     | Indarti Issolina / Emma Ermawati  |
| 1997      | Indonesia Open             | Mixed       | 3     | Imam Tohari / Emma Ermawati       |
| 1997      | Swiss Open                 | Mixed       | 3     | Imam Tohari / Emma Ermawati       |
| 1997      | Polish Open                | Mixed       | 2     | Imam Tohari / Emma Ermawati       |
| 1997      | India Open                 | Mixed       | 1     | Imam Toharo / Emma Ermawati       |
| 1997      | Chinese Taipei Open        | Mixed       | 3     | Imam Tohari / Emma Ermawati       |
| 1999      | Thailand Open              | Damendoppel | 2     | Vita Marisa / Emma Ermawati       |
| 1999      | Thailand Open              | Mixed       | 3     | Wahyu Agung / Emma Ermawati       |
| 1999      | Indonesia Open             | Damendoppel | 3     | Emma Ermawati / Vita Marissa      |
| 1999      | Indonesia Open             | Mixed       | 3     | Wahyu Agung / Emma Ermawati       |
| 1999      | Chinese Taipei Open        | Mixed       | 3     | Wahyu Agung / Emma Ermawati       |
| 2000      | Chinese Taipei Open        | Damendoppel | 3     | Emma Ermawati / Vita Marissa      |
| 2000      | Indonesia Open             | Damendoppel | 3     | Emma Ermawati / Carmelita         |
| 2000      | Asienmeisterschaft         | Mixed       | 2     | Wahyu Agung / Emma Ermawati       |
| 2001      | Malaysia Open              | Mixed       | 1     | Bambang Suprianto / Emma Ermawati |
| 2001      | Indonesia Open             | Damendoppel | 3     | Emma Ermawati / Eny Widiowati     |
| 2001      | Indonesische Meisterschaft | Mixed       | 1     | Bambang Suprianto / Emma Ermawati |
| 2001      | Thailand Open              | Damendoppel | 3     | Emma Ermawati / Eny Widiowati     |
| 2001      | Asienmeisterschaft         | Mixed       | 3     | Tri Kusharyanto / Emma Ermawati   |
| 2001      | Indonesia Open             | Mixed       | 1     | Tri Kusharyanto / Emma Ermawati   |
| 2001/2002 | Denmark Open               | Mixed       | 1     | Tri Kusharyanto / Emma Ermawati   |
| 2002      | Japan Open                 | Mixed       | 3     | Tri Kusharyanto / Emma Ermawati   |
| 2002      | Asienmeisterschaft         | Mixed       | 3     | Tri Kusharyanto / Emma Ermawati   |
| 2002      | Chinese Taipei Open        | Mixed       | 1     | Tri Kusharyanto / Emma Ermawati   |